# Тома Базіля
Тома Базіля (фр. Thomas Basila, нар. 30 квітня 1999, Орлеан) — французький футболіст, захисник клубу «Жальгіріс».

## Клубна кар'єра
Народився 30 квітня 1999 року в місті Орлеан. Вихованець футбольних шкіл клубів «Орлеан» і «Нант», з 2016 року став виступати за резервну команду «Нанта». 12 квітня 2019 року в матчі проти марсельського «Олімпіка» він дебютував у Лізі 1. Станом на 20 лютого 2020 року відіграв за команду з Нанта 9 матчі в національному чемпіонаті.

## Виступи за збірні
2014 року дебютував у складі юнацької збірної Франції (U-16). З командою до 19 років став півфіналістом юнацького чемпіонату Європи 2018 року.
2019 року з командою до 20 років поїхав на молодіжний чемпіонат світу.
Загалом станом на 20 лютого 2020 провів 41 матч на юнацькому рівні.